# Claridad (semanario)
Claridad fue un semanario publicado en Santiago de Compostela entre 1933 y 1934 .

## Historia y características
Subtitulado Semanario de Izquierdas, al que añadieron De Compostela para toda Galicia a partir del quinto número, apareció el 23 de diciembre de 1933. Era de tendencia republicana y su propósito era convertirse en una publicación de lucha y crítica, un portavoz de la juventud de izquierda. Luis Seoane y Luis Manteiga fueron los fundadores y codirectores; Ramón Suárez Picallo fue el subdirector. Aunque la mayoría de los artículos llegaron sin firma, en Claridad aparecieron obras en español de Antonio Villar Ponte, Avelino Rodríguez Elías y Eduardo Blanco Amor. Participaron como colaboradores artísticos Castelao y Avel·lí Artís-Gener, Tísner. El último número conservado es el del 24 del 3 de mayo de 1934.